# Liste der Biografien/Gee
Liste der Biografien |
Portal Biografien |
Personensuche
# |
A |
B |
C |
D |
E |
F |
G |
H |
I |
J |
K |
L |
M |
N |
O |
P |
Q |
R |
S |
T |
U |
V |
W |
X |
Y |
Z |
?
 
Ga |
Gb |
Gc |
Gd |
Ge |
Gf |
Gh |
Gi |
Gj |
Gk |
Gl |
Gm |
Gn |
Go |
Gp |
Gq |
Gr |
Gs |
Gu |
Gv |
Gw |
Gy |
Gz
 
Gea |
Geb |
Gec |
Ged |
Gee |
Gef |
Geg |
Geh |
Gei |
Gej |
Gek |
Gel |
Gem |
Gen |
Geo |
Gep |
Ger |
Ges |
Get |
Geu |
Gev |
Gew |
Gex |
Gey |
Gez
Die Liste der Biografien führt alle Personen auf, die in der deutschsprachigen Wikipedia einen Artikel haben. Dieses ist eine Teilliste mit 158 Einträgen von Personen, deren Namen mit den Buchstaben „Gee“ beginnt.

## Gee
- Gee Futuristic (* 1985), deutscher Musikproduzent
- Gee, Alonzo (* 1987), US-amerikanischer Basketballspieler
- Gee, Cara (* 1983), kanadische Schauspielerin
- Gee, Derek (* 1997), kanadischer Radsportler
- Gee, Diana (* 1968), US-amerikanische Tischtennisspielerin
- Gee, Donald (1891–1966), Bibelschullehrer, prägender Geistlicher der Pfingstbewegung
- Gee, Franky (1962–2005), kubanisch-US-amerikanisch-deutscher Sänger und MusikproduzentFranky Gee (1962–2005)

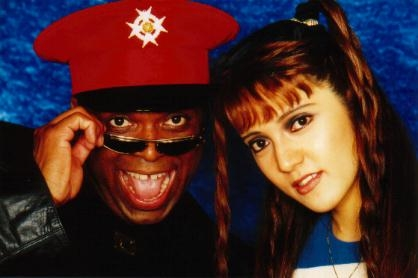
Franky Gee (1962–2005)

- Gee, George F. (* 1937), US-amerikanischer Tierphysiologe
- Gee, Henry (* 1962), britischer Paläontologe, Evolutionsbiologe und Autor
- Gee, Isis (* 1972), US-amerikanische Pop-Sängerin
- Gee, Jonathan (* 1959), israelischer Jazzpianist
- Gee, Mark (* 1972), britischer Biathlet
- Gee, Matthew (1925–1979), US-amerikanischer Jazz-Posaunist
- Gee, Maurice (1931–2025), neuseeländischer Schriftsteller
- Gee, Michael W. (* 1971), deutscher Ingenieur und Hochschullehrer
- Gee, Robbie (* 1970), britischer Schauspieler
- Gee, Rosko, jamaikanischer Musiker
- Gee, Steve (* 1955), US-amerikanischer Pokerspieler
- Gee, Toby (* 1980), britischer Mathematiker
- Gee-Jay (* 1974), Schweizer Fernseh- und Hörfunkmoderator

### Geed
- Geede, Ruth (1916–2018), deutsche Schriftstellerin

### Geef
- Geefs, Aloys († 1841), belgischer Bildhauer und Maler
- Geefs, Charles (1829–1911), belgischer Bildhauer und Maler
- Geefs, Fanny (1807–1883), belgische Malerin
- Geefs, Jean (1825–1860), belgischer Bildhauer
- Geefs, Joseph (1808–1885), belgischer Bildhauer

### Geeg
- GeeGun (* 1985), ukrainischer RapperGeeGun (* 1985)

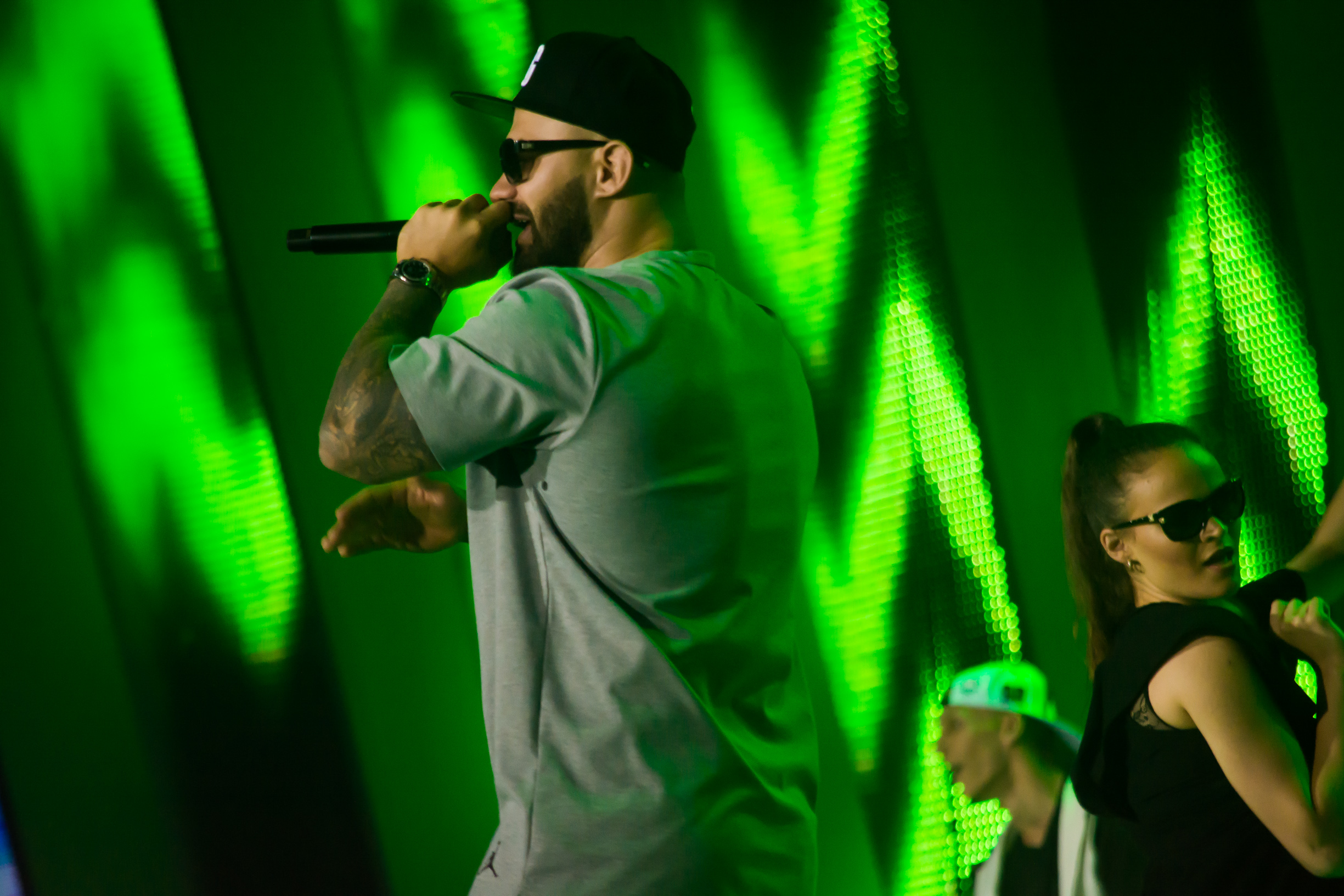
GeeGun (* 1985)

### Geek
- Geekie, Morgan (* 1998), kanadischer Eishockeyspieler

### Geel
- Geel, Jacob (1789–1862), niederländischer klassischer Philologe, Literat und Bibliothekar
- Geel, Johannes (1854–1937), Schweizer Richter und Politiker (FDP)
- Geel, Oene van (* 1973), niederländischer Jazzmusiker
- Geel, Peet (1929–2017), niederländischer Fußballspieler
- Geel, Pierre Corneille van (1796–1837), Priester, Polemiker und Botaniker
- Geel, Pieter van (* 1951), niederländischer Politiker (CDA) und Stadtplaner
- Geelan, James P. (1901–1982), US-amerikanischer Politiker
- Geelen, Harrie (* 1939), niederländischer Zeichner, Illustrator, Übersetzer, Fernsehautor und Regisseur
- Geelen, Jim (* 1970), kanadischer Mathematiker
- Geelhaar, Anne (1914–1998), deutsche Kinderbuch- und Drehbuchautorin
- Geelhaar, Christian (1939–1993), schweizerischer Kunsthistoriker und Museumsdirektor
- Geelhaar, Thomas (* 1957), deutscher Chemiker und Manager
- Geelhausen, Johann Jakob (1692–1737), deutscher Mediziner, Rektor der Karls-Universität
- Geelkerken, Cornelis van (1901–1979), niederländischer Politiker (NSB)
- Geels, Laurens (* 1947), niederländischer Regisseur und Filmproduzent
- Geels, Ruud (1948–2023), niederländischer FußballspielerRuud Geels (1948–2023)

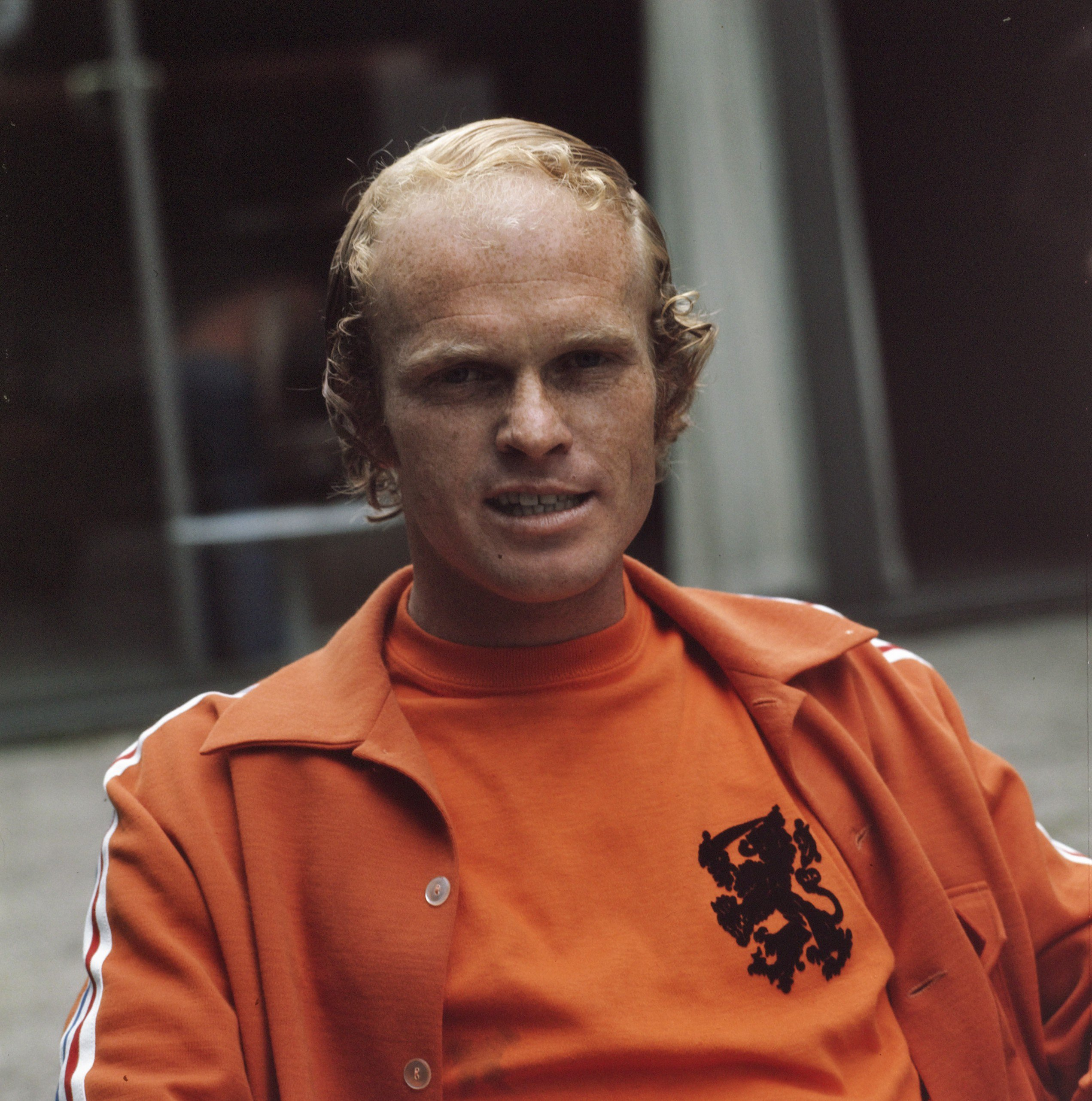
Ruud Geels (1948–2023)

- Geelvinck, Anna Elisabeth (1702–1757), niederländische Stifterin
- Geelvinck, Cornelis (1621–1689), Bürgermeister von Amsterdam
- Geelvinck, Jan Cornelisz (1579–1651), Bürgermeister von Amsterdam
- Geelvinck, Lieve (1676–1743), Bürgermeister von Amsterdam

### Geen
- Geen, Alexander van (1903–1942), niederländischer Moderner Fünfkämpfer
- Geen, Jan van (1923–1980), niederländischer Fußballspieler
- Geene, Agnes (* 1947), niederländische Badmintonspielerin
- Geene, Henri Gisbert (1865–1950), Schweizer Bildhauer
- Geene, Raimund (* 1963), deutscher Gesundheitswissenschaftler und Hochschullehrer
- Geene, Stephan (* 1961), deutscher Regisseur, Übersetzer, Verleger und Theoretiker
- Geenen, Edgar (1954–2007), deutscher Fußballfunktionär
- Geenen, Elke M. (* 1954), deutsche Soziologin
- Geenen, Kaj (* 2003), niederländischer Handballspieler
- Geenen, Rick (* 1988), niederländischer Fußballspieler
- Geenhuizen, Miek van (* 1981), niederländische Hockeyspielerin
- Geens, Gaston (1931–2002), belgischer Politiker
- Geens, Jelle (* 1993), belgischer TriathletJelle Geens (* 1993)

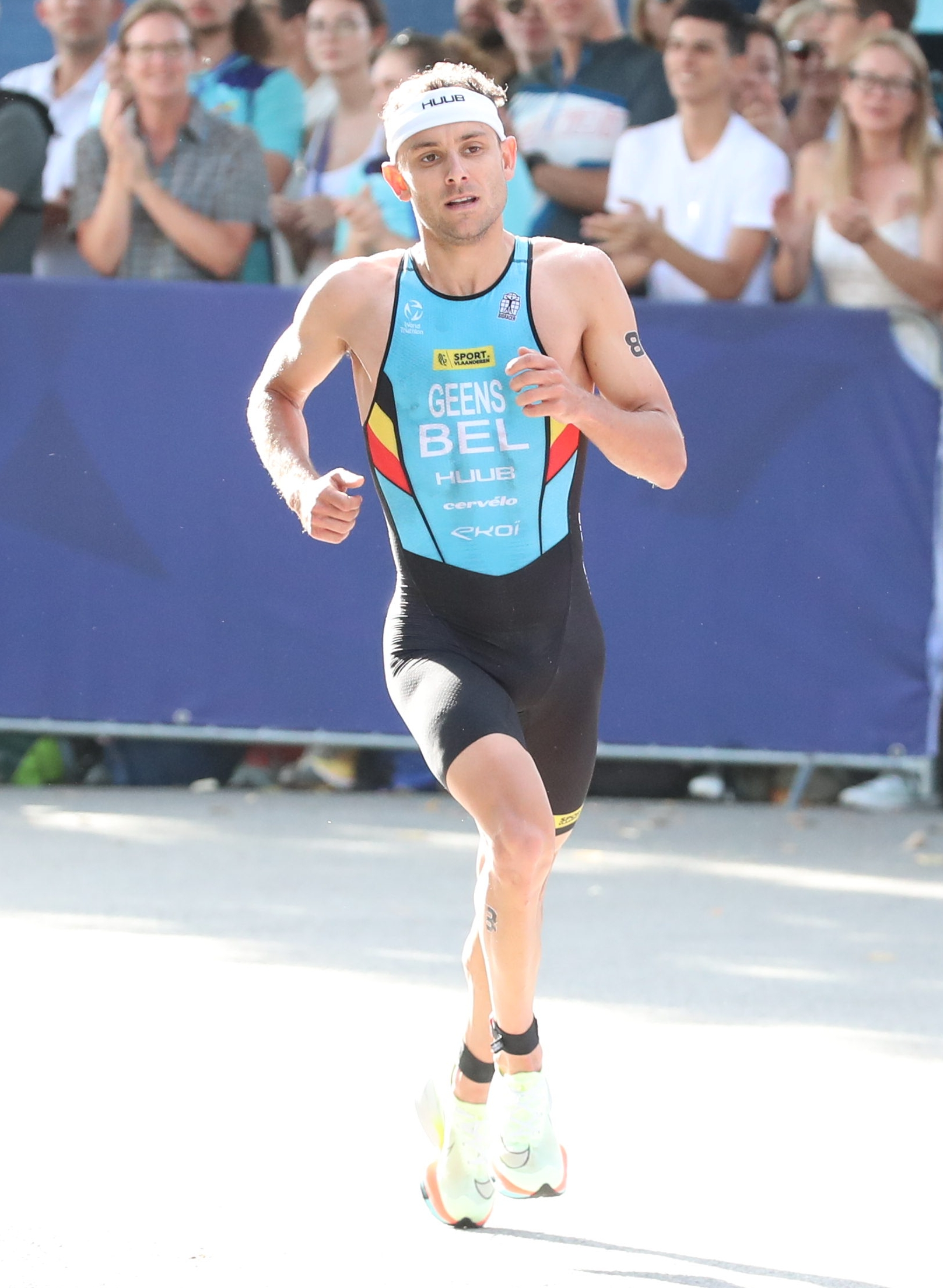
Jelle Geens (* 1993)

- Geens, Koen (* 1958), belgischer Rechtswissenschaftler, Hochschullehrer und Politiker

### Geer
- Geer van Jutphaas, Barthold Jacob Lintelo de (1816–1903), niederländischer Rechtswissenschaftler, Historiker, Politiker und Orientalist
- Geer van Jutphaas, Jan Lodewijk Willem de (1784–1857), niederländischer Politiker, Botaniker und Schriftsteller
- Geer, Alexandra van der (* 1963), niederländische Paläontologin
- Geer, Charlotte (* 1957), US-amerikanische Ruderin
- Geer, Dirk Jan de (1870–1960), niederländischer Journalist und Politiker (CHU, Ministerpräsident 1926–1929, 1939–1940)
- Geer, Ellen (* 1941), US-amerikanische Theater- und Filmschauspielerin
- Geer, Gerard van der (* 1950), niederländischer Mathematikhistoriker
- Geer, Louis De (1587–1652), niederländischer Kaufmann und Industrieller und gilt im Allgemeinen als Vater des schwedischen Industriewesens
- Geer, Margo (* 1992), US-amerikanische Schwimmerin
- Geer, Peter Zack (1928–1997), US-amerikanischer Politiker
- Geer, Pieter van (1841–1919), niederländischer Mathematiker
- Geer, Preston, US-amerikanischer Schauspieler und Filmschaffender
- Geer, Sara van de (* 1958), niederländische Mathematikerin
- Geer, Theodore Thurston (1851–1924), US-amerikanischer Politiker
- Geer, Will (1902–1978), US-amerikanischer Schauspieler
- Geeraedts, Loek (* 1951), niederländischer Philologe
- Geeraerts, Jef (1930–2015), belgischer Schriftsteller
- Geeraerts, Xavier (1894–1971), belgischer Ordensgeistlicher, römisch-katholischer Apostolischer Vikar von Bukavu
- Geeraets, Patrick (* 1978), niederländischer Dartspieler
- Geerdes, Friedrich (1892–1982), deutscher Lehrer, Schulrat und Bürgermeister von Leer
- Geerdes, Walter (1903–1960), deutscher Rundfunkintendant
- Geerdink, Thomas, niederländischer Fußballspieler
- Geerds, Friedrich (1925–2000), deutscher Kriminologe und Jurist
- Geerds, Job (* 2002), niederländischer Leichtathlet
- Geerdts, Bianca (* 1977), deutsche Judoka
- Geerdts, Carl Friedrich Sigismund (1821–1889), deutscher Unternehmer, Stadtverordnetenvorsteher von Neumünster
- Geerdts, Hans Jürgen (1922–1989), deutscher Literaturwissenschaftler und Schriftsteller
- Geerdts, Hans Werner (1925–2013), deutscher Schriftsteller und Maler
- Geerdts, Torsten (* 1963), deutscher Politiker (CDU), MdLTorsten Geerdts (* 1963)

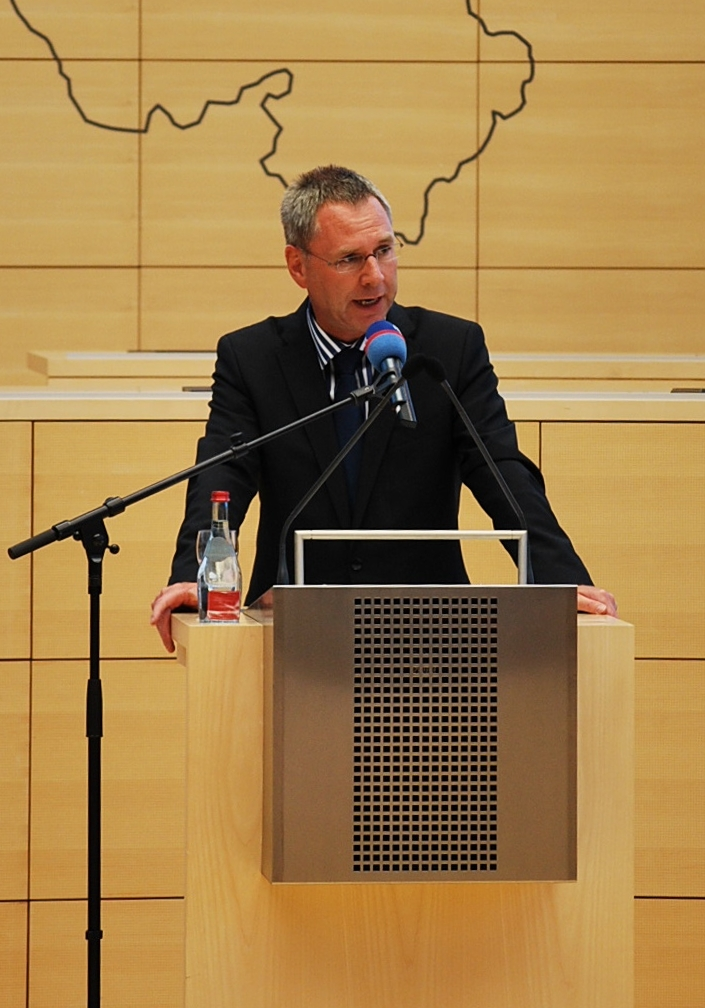
Torsten Geerdts (* 1963)

- Geere, Chris (* 1981), britischer Schauspieler
- Geering, Arnold (1902–1982), Schweizer Musikwissenschaftler und Philologe
- Geering, Emanuel (1896–1977), Schweizer Bauingenieur
- Geering, Hans Peter (1942–2014), Schweizer Elektroingenieur und Hochschullehrer
- Geering, Patrick (* 1990), Schweizer Eishockeyspieler
- Geering, Traugott (1859–1932), Schweizer Ökonom und Historiker
- Geering, Walter (1890–1976), Schweizer Bundesgerichtsschreiber (Steuerrecht)
- Geeris, Piet-Hein (* 1972), niederländischer Hockeyspieler
- Geerits, Jan (* 1958), belgischer Ordensgeistlicher, emeritierter Apostolischer Administrator der Komoren
- Geerk, Antje (* 1938), deutsche Bühnen- und Filmschauspielerin
- Geerk, Frank (1946–2008), deutscher Schriftsteller und Dichter
- Geerken, Axel (* 1972), deutscher Handballspieler und -funktionär
- Geerken, Fritz (1912–1991), deutscher Maler und Lehrer
- Geerken, Hartmut (1939–2021), deutscher Musiker, Schriftsteller, Komponist, Publizist, Hörspielautor und Filmemacher
- Geerken, Wilhelm (1881–1969), deutscher Politiker (SPD), MdL
- Geerkens, August (1874–1964), deutscher Landwirtschaftsdirektor, Heimatforscher, Schriftsteller und Museumsleiter
- Geerkens, Egon (* 1944), deutscher Unternehmer
- Geerkens, Tom (* 2000), deutscher Fußballspieler
- Geerling, Ernst (1909–1971), deutscher Leichtathlet
- Geerling, Frederik Lambertus (1815–1894), niederländischer Seeoffizier und Politiker
- Geerling, Gerd (* 1965), deutscher Facharzt für Augenheilkunde
- Geerling, Otto Johan (* 1879), flämischer Werbegrafiker und Illustrator
- Geerlings, Ariana (* 2005), spanische Tennisspielerin
- Geerlings, Dieter (* 1947), deutscher Geistlicher, emeritierter römisch-katholischer Weihbischof im Bistum Münster
- Geerlings, Jacob Hendrik (1859–1939), niederländischer Pferdemaler, Zeichner, Radierer und Lithograf sowie Kunstpädagoge
- Geerlings, Jörg (* 1972), deutscher Rechtsanwalt und Politiker (CDU), MdL
- Geerlings, Wilhelm (1941–2008), römisch-katholischer Theologe und Kirchenhistoriker
- Geeroms, Wilfried (1941–1999), belgischer Hürdenläufer
- Geers, Gerardus Johannes (1891–1965), niederländischer Romanist, Hispanist und Übersetzer
- Geers, Jürgen (* 1947), deutscher Hörspielautor und -regisseur
- Geers, Kendell (* 1968), südafrikanischer Konzeptkünstler
- Geers, Kersten (* 1975), belgischer Architekt und Universitätsprofessor
- Geertgen tot Sint Jans, niederländischer Maler
- Geertruida, Lutsharel (* 2000), niederländischer Fußballspieler
- Geerts, André (1955–2010), belgischer Comiczeichner, -autor und Cartoonist
- Geerts, Don (* 1986), belgischer Eishockeyspieler
- Geerts, Erik (* 1969), niederländischer Skeletonpilot
- Geerts, Karel Hendrik (1807–1855), belgischer Bildhauer
- Geerts, Michaël (* 1995), belgischer Tennisspieler
- Geertsema, Molly (1918–1991), niederländischer Politiker (VVD)
- Geertz, Clifford (1926–2006), US-amerikanischer Anthropologe
- Geertz, Henry Ludwig (* 1872), deutscher Genremaler und Porträtmaler der Düsseldorfer Schule
- Geertz, Julius (1837–1902), deutscher Maler
- Geertz, Silke (* 1964), deutsche Schauspielerin
- Geerz, Franz (1816–1888), preußischer Generalmajor und Kartograph

### Gees
- Gees, Andi (* 1975), Schweizer Bobpilot
- Gees, Johannes (* 1960), Schweizer Installations- und Performancekünstler sowie Medienproduzent
- Gees, Michael (* 1953), klassischer Pianist
- Geesdorf, Bernd (1963–2011), deutscher Fußballspieler
- Geese, Alexandra (* 1968), deutsche Dolmetscherin und Politikerin (Bündnis 90/Die Grünen), MdEPAlexandra Geese (* 1968)

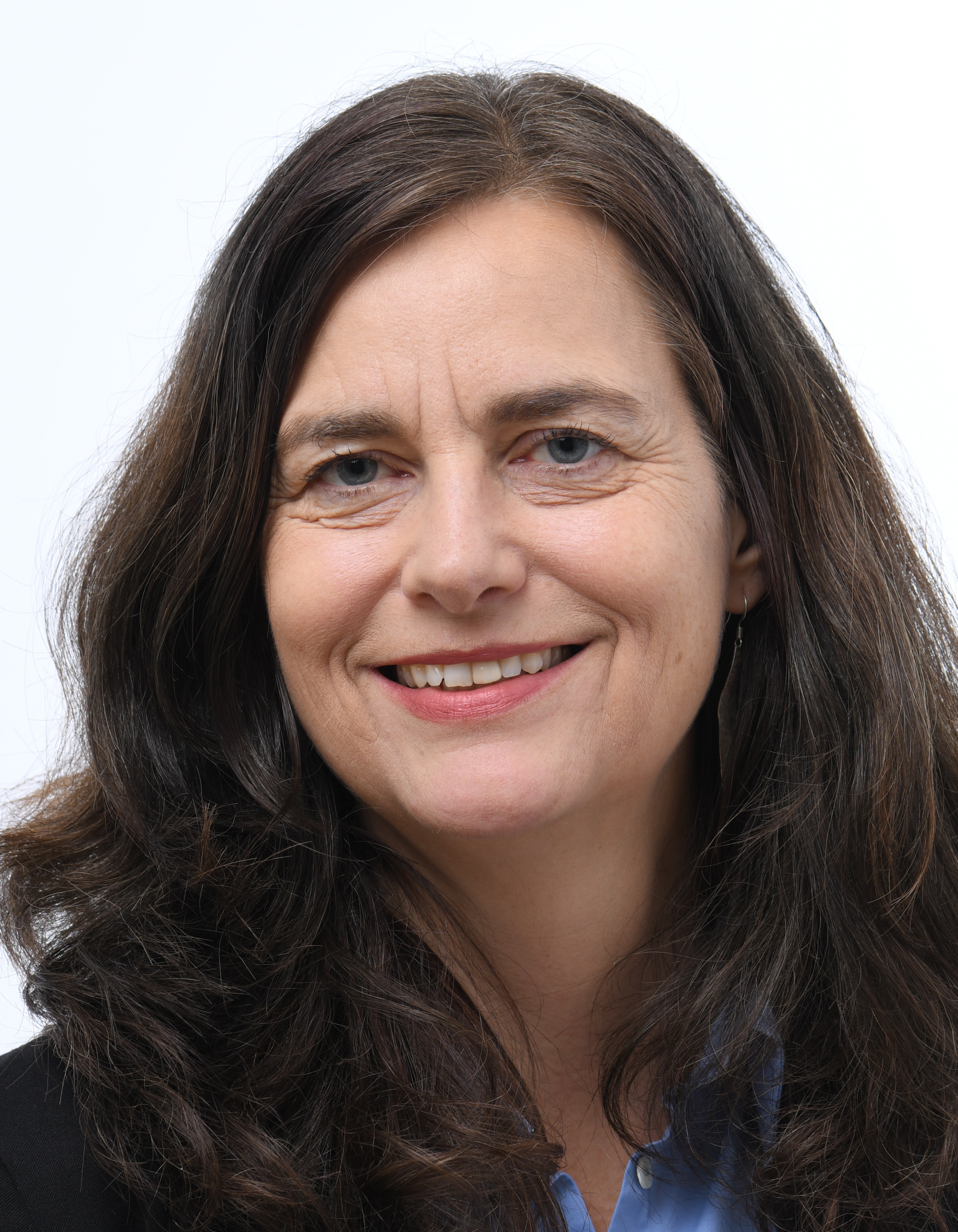
Alexandra Geese (* 1968)

- Geese, Heinz (1930–2008), deutscher Komponist, Interpret, Dirigent und Bearbeiter
- Geese, Rolf (* 1944), deutscher Senioren-Leichtathlet
- Geese, Uwe (* 1948), deutscher Kunsthistoriker
- Geese, Walter (1904–1987), deutscher Kunsthistoriker
- Geeser, Werner (1948–2011), Schweizer Skilangläufer
- Geesin, Ron (* 1943), britischer Avantgarde-Musiker
- Geesink, Anton (1934–2010), niederländischer Judoka, Schauspieler und Wrestler
- Geesmann, Siegfried (1926–2010), deutscher Fußballspieler
- Geeson, Judy (* 1948), britische Schauspielerin
- Geest, Dennis van der (* 1975), niederländischer Judoka
- Geest, Elco van der (* 1979), niederländischer Judoka
- Geest, Simon van der (* 1978), niederländischer Schriftsteller
- Geest, Waldemar (1879–1944), deutscher Flugzeugkonstrukteur

### Geet
- Geetha, Sathi (* 1983), indische Leichtathletin
- Geets, Willem (1838–1919), belgischer Historienmaler und Radierer sowie Kunstpädagoge

### Geev
- Geevarghese Mar Osthathios (1918–2012), indischer Geistlicher und Metropolit
- Geevarghese, Polycarpose (1933–2011), indischer Geistlicher der Malankara Syrisch-Orthodoxen Kirche und Metropolit von Damaskus